# RKC Waalwijk
El Rooms Katholieke Combinatie Waalwijk (en español: Combinación Católica Romana de Waalwijk), conocido simplemente como RKC Waalwijk, es un club de fútbol de la ciudad neerlandesa de Waalwijk, fundado el 26 de agosto de 1940. Desde la temporada 2025-26 jugará en la Eerste Divisie, la segunda categoría del fútbol de los Países Bajos.

## Historia

### Fundación y Era Amateur
El club fue fundado en 1940 bajo el nombre de Rooms Katholieke Combinatie (Combinación Católica Romana), a través de la fusión de los clubes locales HEC, WVB y Hércules. Cuando se introdujo el fútbol profesional en Países Bajos en 1954, el RKC seguía siendo un club amateur. A lo largo de los años, el RKC logró escalar lentamente hasta la cima del fútbol amateur, lo que resultó en dos ocasiones en el Campeonato Nacional general entre los aficionados. Al obtener el título del Campeonato general amateur de Holanda en 1981 y 1982, el RKC pudo ingresar al fútbol profesional en la Eerste Divisie 1984-1985.

### Comienzos en la Eerste Divisie
Bajo el liderazgo del presidente Harder, miembro de la junta de asuntos técnicos de Kipping y el entrenador Leen Looyen, además de algunos jugadores de las filas amateur (incluidos Leon Hutten y Janus van Gelder), varios jugadores libres de transferencias (incluido Anton Joore, Leo van Veen, Adrie Bogers, John Lammers, Peter Bosz y Ad van de Wiel) fueron llevados a Waalwijk. En su año de debut, RKC jugó con sus mejores jugadores y terminó quinto, clasificándose a los Play-offs por el ascenso a la Eredivisie. No consiguió el ascenso en esa temporada y se mantuvo en la Eerste Divisie 1985-86. Las siguientes temporadas, RKC terminó tercero y cuarto, también con la post-competencia como resultado, sin conseguir el ascenso.
En la Eerste Divisie 1987-88, el RKC se convirtió en campeón con jugadores como Ad Van de Wiel, Cees Schapendonk, Bosz y Marcel Brands y fue ascendido a la Eredivisie.

### Eredivisie
Tras la promoción de Brands, Bosz y el entrenador Leo van Veen abandonaron el club. Ger Blok se convirtió en el nuevo entrenador y se incorporaron los jugadores Hoekstra y Teeuwen. El primer semestre en la Eredivisie fue difícil, por lo que el entrenador Blok fue despedido. El entrenador Van Veen fue nombrado nuevamente y el RKC logró el undécimo lugar en su año de debut en la Eredivisie con André Hoekstra y Ad Van de Wiel como goleadores.
La temporada 1989/90 empezó bien y el equipo finalizó 8°. Por lo hecho en la temporada anterior, RKC Waalwijk se clasificó a la Copa Intertoto 1989. Terminó tercero en el grupo 11, compartido con FC Kaiserslautern, First Vienna y Carl Zeiss Jena. 
RKC terminó séptimo en la Eredivisie 1990-91 después de siete años en el fútbol profesional. Una página negra en la historia del club fue el asunto FIOD en 1991. El servicio de investigación fiscal descubrió un circuito de dinero sucio. El entrenador Van Veen y el miembro de la junta Piet Kipping fueron castigados por su participación en este asunto. Kipping había estado activo para RKC durante más de treinta años. Después de la redada de FIOD, el método de trabajo amateur se transformó en una organización profesional.
El club finalizó 10° en la Eredivisie 1991-92 y clasificó a la Copa Intertoto 1992. En aquella participación compartió el grupo 6 con Lyngby BK, Caen y Schalke 04, pero terminó último con 3 puntos. Como resultado de la incursión FIOD, RKC no recibió una licencia para la temporada 1992/93 hasta que se vendió una gran parte de la selección. En aquella temporada, el equipo finalizó 9°, con Marco Boogers como su máximo goleador. 
El 30 de junio de 1993, Leo van Veen dejó de ser el técnico y fue reemplazado por Hans Verèl. Bajo el liderazgo del nuevo entrenador Hans Verèl, RKC anotó seis puntos para las vacaciones de invierno, que dejaba al club en mala posición en la Eredivisie 1993-94. A partir de entonces, Verèl fue reemplazado por Bert Jacobs, que llevó al club al puesto 16°. Tuvo que jugar los play-offs para no descender y logró permanecer en la máxima categoría. Una curiosidad de aquella temporada, es que Giovanni van Bronckhorst jugó para RKC, a préstamo desde Feyenoord.
Bert Jacobs continuó como entrenador en la Eredivisie 1994-95, en la que el club finalizó en la octava posición. Durante la temporada, los delanteros Marco Boogers y Harry Decheiver dejaron el club. El portero sudafricano Hans Vonk, fue futbolista récord de la temporada por cantidad de partidos y minutos disputados.
En la siguiente temporada, el entrenador Leo van Veen vuelve a dirigir al club, en su tercer período. RKC finalizó 11°.
Antes del comienzo de la temporada 1996/97, se agregó ''Waalwijk'' al nombre del club y el club comenzó a jugar como RKC Waalwijk. El arquero suplente de Feyenoord, Rob van Dijk, llegó como refuerzo al club. Luego de un complicado comienzo con el nuevo DT Cees van Kooten, Bert Jacobs regresó a dirigir al club por segunda vez, llevándolo a jugar nuevamente la promoción (terminó 16°), aunque se salvó tras ganar la liguilla frente a FC Zwolle, FC Emmen y Ado den Haag. En la liga más alta del fútbol holandés, RKC se convirtió en un competidor regular, que se enfrentó al peligro de descenso en varias ocasiones, pero que, sin embargo, persistió en la Eredivisie durante diecinueve años. 
RKC Waalwijk finalizó 11° en la Eredivisie 1999-00, la segunda bajo el mando del entrenador Martin Jol. En la Copa Intertoto 2000, cayó en 3ª ronda frente al Bradford City inglés.
La temporada 2000-01 fue la mejor participación del club en la Eredivisie, terminando 7° (como 10 años antes) con la misma cantidad de puntos (59) que el cuarto, Roda JC, que tenía mejor diferencia de gol. Rick Hoogendorp fue el goleador del equipo con 17 tantos. Participó en la Copa Intertoto 2001, donde fue eliminado por 1860 Múnich en 3ª ronda.
En las primeras temporadas de la década, aún con Martin Jol como DT, el equipo se mantuvo sin muchos problemas en la Eredivisie, ocupando posiciones en la mitad de tabla. Futbolistas como Virgilio Teixeira, Rob van Dijk, Patrick van Diemen, Rick Hoogendorp y Robert Fuchs, entre otros, fueron regulares durante estas temporadas.
Para la Eredivisie 2004-05, Erwin Koeman asumió como entrenador y Rob van Dijk y Martin Jol dejaron el club. Aquella temporada, Thomas Vermaelen estuvo a préstamo desde Ajax.
Adrie Koster dirigió al club la siguiente temporada, en la que finalizó 12°, con Hoogendorp como goleador.

### Entre ascensos y descensos
En la temporada 2006/07, pese a los refuerzos de futbolistas internacionales como Anthony Obodai, Ivan Vicelich y Pius Ikedia, el RKC descendió a la Eerste Divisie tras perder un partido decisivo 3-0 ante el VVV-Venlo por ascenso/descenso. 
El 7 de junio de 2007, Željko Petrović fue nombrado nuevo entrenador. Esa temporada, el RKC se perdió el ascenso directo a la Eredivisie por diferencia de goles.
En 2008, Ruud Brood se convirtió en el nuevo entrenador. Firmó un contrato por dos temporadas. En la temporada 2008/09, el RKC volvió a ascender al máximo nivel tras vencer por 1-0 a De Graafschap en los play-offs de ascenso/descenso por un gol de Benjamin de Ceulaer. En la temporada 2009/10, RKC ganó cinco juegos. En total, el club anotó quince puntos y terminó último en la Eredivisie 2009-10, relegando al club directamente a Eerste Divisie.
En la temporada 2010/11, el RKC Waalwijk consiguió, tras un año de ausencia, ascender a la Eredivisie, tras ganar el campeonato de Eerste Divisie, por segunda vez en la historia del club. Inmediatamente llegó a los play-offs del fútbol europeo (que perdió contra Vitesse) y terminó oficialmente la temporada en el noveno lugar. 
Al final de la temporada 2011/12, Brood dejó el club y se fue al Roda JC Kerkrade.
En abril de 2012, Erwin Koeman fue contratado como entrenador. Firmó contrato hasta el verano de 2014. Debajo de él, el club terminó en la decimocuarta plaza de la Eredivisie en la temporada 2012/13. En la temporada 2013/14, el RKC ocupó el decimosexto lugar y tuvo que jugar los play-offs de ascenso/descenso.
En abril de 2013, el CEO Joost de Wit anunció que dejaría RKC y se cambiaría a Vitesse. De Wit fue sucedido por Remco Oversier, entonces de 30 años, que ya era director de la academia juvenil de la Academia Regional de Jóvenes Willem II/RKC.
El domingo 18 de mayo de 2014, el RKC Waalwijk descendió tras tres años en la Eredivisie de vuelta a Eerste Divisie, tras perder ante el Excelsior en dos partidos de los play-offs (2-0 y 2-2).
Para la temporada 2014/15, RKC reclutó a Martin Koopman de Diepenveen, de 57 años, como entrenador en jefe. Al comienzo de la temporada, RKC estaba en serios problemas financieros. El municipio prometió rebajar el alquiler del club mientras jugara en Eerste Divisie. Debido a una diferencia de opinión con la dirección sobre la perspectiva del club, Koopman dejó el RKC inmediatamente en febrero de 2015. El club estaba en el último lugar en ese momento y tuvo que vender muchos jugadores en el verano debido a los agudos problemas financieros. Fue reemplazado por Peter van den Berg, exjugador del RKC y en ese momento entrenador juvenil del Sparta Rotterdam. En la temporada 2015/16 el RKC no jugó un papel significativo en la Eerste Divisie y terminó decimoctavo. En la Eerste Divisie 2016-17, el equipo ocupó el décimo puesto y con ello participó en los play-offs, aunque no logró ascender.
Al comienzo de la temporada 2017-18, Remco Oversier renunció como gerente general en RKC y fue reemplazado por Frank van Mosselveld, entonces de 33 años. Peter van den Berg fue despedido en enero de 2018 y fue reemplazado por Hans de Koning. En el parón invernal de la temporada 2018/19 se anunció que Frenkie de Jong pasaría del Ajax al FC Barcelona por un importe de 75 millones de euros. RKC Waalwijk recibió una cantidad de casi 5 millones de euros por el tiempo que De Jong pasó en la Academia juvenil conjunta de Willem II/RKC. Más tarde se anunció que RKC utilizaría esta cantidad para, entre otras cosas, construir un campo de césped natural en el estadio Mandemakers.
Al final de la temporada 2018/19, dirigido por Fred Grim, RKC terminó en octavo lugar y, por lo tanto, se le permitió participar en los play-offs para la promoción por segunda vez desde el descenso en 2014. En su camino en los play-offs, eliminó primero al NEC Nijmegen y luego al Excelsior. En la ronda final, RKC jugó contra Go Ahead Eagles. Después de un empate 0-0 en casa, ganó en 5-4 en Deventer, por lo que el RKC regresó a la liga principal después de cinco años de ausencia. Debido a la decisión de la KNVB de no jugar la competición por la pandemia de coronavirus y de no tener clubes relegados ni campeón, el RKC Waalwijk permaneció en la Eredivisie para la temporada 2020/2021. En la siguiente temporada, aún bajo el mando de Fred Grim, el club finalizó en la 15ª posición, evitando el descenso.

## Uniforme
- Uniforme titular: Camiseta amarilla, pantalón azul, medias blancas.
- Uniforme alternativo: Camiseta azul con mangas negras, pantalón azul, medias rosadas.

## Estadio
El estadio del RKC Waalwijk es el Mandemakers Stadion. Fue inaugurado en 1996 y está situado en Waalwijk, Países Bajos. Es un estadio multiusos, generalmente empleado para acoger partido de fútbol, con un aforo de 7500 personas sentadas. Sustituyó al Sportpark Olympia (en Waalwijk, con un aforo de 6.200 espectadores) en 1996 como el estadio del RKC Waalwijk.

## Datos del club
- Temporadas en 1ª: 24.
- Temporadas en 2ª: 12.
- Mayor goleada conseguida:
  - En campeonatos nacionales:
  - En torneos internacionales:
- Mayor goleada encajada:
  - En campeonatos nacionales:
  - En torneos internacionales:
- Mejor puesto en la liga: 7°.
- Peor puesto en la liga: 18°.
- Máximo goleador histórico: Rick Hoogendorp (95).[2]
- Más partidos disputados: Rob Van Dijk (267).[3]

## Palmarés

### Torneos nacionales
- Eerste Divisie:1987/88, 2010/11

## Participación en competiciones de la UEFA
| Temporada | Torneo             | Ronda          | Club                 | Resultado |
| --------- | ------------------ | -------------- | -------------------- | --------- |
| 1989      | Intertoto Cup      | Fase de grupos | 1. FC Kaiserslautern | 1–1, 2–2  |
| 1989      | Intertoto Cup      | Fase de grupos | First Vienna FC      | 3–4, 2–4  |
| 1989      | Intertoto Cup      | Fase de grupos | Carl Zeiss Jena      | 2–0, 1–0  |
| 1992      | Intertoto Cup      | Fase de grupos | Caen                 | 1–0, 0–2  |
| 1992      | Intertoto Cup      | Fase de grupos | Lyngby BK            | 1–1, 0–2  |
| 1992      | Intertoto Cup      | Fase de grupos | FC Schalke 04        | 3–2, 4–2  |
| 2000      | UEFA Intertoto Cup | 3R             | Bradford City        | 0–2, 0–1  |
| 2001      | UEFA Intertoto Cup | 3              | TSV 1860 Múnich      | 1–2, 1–3  |